# Yeshaq Ier d'Éthiopie
Yéshaq (pour Isaac) était un roi d'Éthiopie sous le nom de Gabra Masqal II de 1414 à sa mort en 1429. Il fut le second fils de David Ier d'Éthiopie et frère cadet de Théodoros Ier. 
Durant son règne, un mamelouk égyptien fit la réforme son armée et enseigna aux Éthiopiens la composition du feu grégeois. Un copte réorganisa les impôts et l’administration.
Le sultan d’Ifat, Saad-ed-Din, a porté la guerre sainte en Éthiopie. L’empereur Yéshaq, victorieux de Saad-ed-Din, prit le port de Zeilah en 1415. Il attaqua Massaoua à deux reprises, lança une flotte contre les îles Dahlak, poussa au sud jusqu’au lac Abaya, s’empara de l’Enarya et de ses mines d’or, engagea des guerres contre les Agew (Agao) judaïsés, les Falachas. Il les élimina progressivement du Dembéya et du Ouoguéra, où il établit les églises de Kosogué et de Yéshaq-Dabr.
Les fils de Saad-ed-Din se réfugièrent au Yémen après la défaite de 1415. Ils attaquèrent de nouveau l’Éthiopie. L’un d’eux s’empara de Jédaya (1424) et envoya en déportation un grand nombre d’Éthiopiens. À cette époque, Yéshaq entama des pourparlers avec des souverains chrétiens d’Europe comme le roi Alphonse V d'Aragon et le duc Jean de Berry pour tenter de constituer une coalition contre tous les pays musulmans. Son ambassadeur fut arrêté à Alexandrie. Dans ses bagages, les Égyptiens découvrirent des habits de croisés destinés à l’armée du négus. Il fut pendu au Caire.
Yéshaq, qui poursuivit la lutte contre les musulmans, fut tué en 1429 avant d’avoir pu libérer complètement son territoire. Ses successeurs immédiats n'eurent pas son envergure et furent victimes de plusieurs conjurations.

## Sources
- Hubert Jules Deschamps, (sous la direction). Histoire générale de l'Afrique noire de Madagascar et de ses archipels Tome I : Des origines à 1800. p. 402-403 P.U.F. Paris (1970).